# Жиро, Шарль Пьер
Шарль Пьер Жиро (фр. Charles-Pierre Girault-Duvivier, 1765—1832) — французский грамматик и лексикограф.
В 1811 он издал «Grammaire des grammaires ou analyse raisonnée de meilleurs traités sur la grammaire française» (Грамматику грамматик, или рациональный анализ лучших трактатов о французской грамматике), получившую широкое распространение; эта работа подытожила опыт французских логических грамматик XVII—XIX вв., начавшихся с Грамматики Пор-Рояля. Жиро составил также словарь по истории развития наук и древних искусств «Encyclopédie de l’antiquité».